# Everett McGill
Charles Everett McGill III, född 21 oktober 1945 i Miami Beach i Florida, är en amerikansk skådespelare.

## Filmografi i urval
- 1980 – Brubaker
- 1981 – Kampen om elden
- 1984 – Dune
- 1985 – Silver Bullet
- 1986 – Heartbreak Ridge
- 1989 – Tid för hämnd
- 1990–1991 – Twin Peaks (TV-serie)
- 1991 – Ondskans hus
- 1995 – Under belägring 2
- 1996 – My Fellow Americans
- 1999 – The Straight Story
- 2017 – Twin Peaks: The Return (TV-serie)